# Provincia di Khénifra
La provincia di Khénifra è una delle province del Marocco, parte della regione di Béni Mellal-Khénifra.
Nel 2009 una parte del suo territorio è stato scisso ed è entrato a far parte, unitamente a parte della provincia di Errachidia, della nuova provincia di Midelt.

## Geografia antropica

### Suddivisioni amministrative
La provincia di Khénifra, prima della scissione, contava 3 municipalità e 35 comuni:

#### Municipalità
- Khenifra
- Midelt
- M'rirt

#### Comuni
- Aghbalou
- Agoudin
- Aguelman Azegza
- Aguelmous
- Ait Ayach
- Ait Ben Yacoub
- Ait Ishaq
- Ait Izdeg
- Ait Saadelli
- Amersid
- Anemzi
- Boumia

- El Borj
- El Hammam
- El Kbab
- Itzer
- Had Bouhssoussen
- Kerrouchen
- Lehri
- Mibladen
- Moha Ou Hammou Zayani
- Moulay Bouazza
- Ouaoumana
- Oum Rabia

- Sebt Ait Rahou
- Sidi Amar
- Sidi Hcine
- Sidi Lamine
- Sidi Yahya
- Sidi Yahya Ou Youssef
- Tanourdi
- Tighalassine
- Tizi N'Ghachou
- Tounfite
- Zaida